# Enconista infuscata
Enconista infuscata är en fjärilsart som beskrevs av Leo Schwingenschuss 1930. Enconista infuscata ingår i släktet Enconista och familjen mätare. Inga underarter finns listade i Catalogue of Life.